# Ambasada Stanów Zjednoczonych w Abu Zabi
Ambasada Stanów Zjednoczonych w Abu Zabi (ang. The Embassy of the United States in Abu Dhabi) – misja dyplomatyczna Stanów Zjednoczonych Ameryki w Zjednoczonych Emiratach Arabskich.

## Historia
Stany Zjednoczone uznały niepodległość Zjednoczonych Emiratach Arabskich 3 grudnia 1971 (dzień po jej ogłoszeniu), za prezydentury Richarda Nixona. 20 marca 1972 oba państwa nawiązały stosunki dyplomatyczne. Tego samego dnia ambasador Stanów Zjednoczonych w Kuwejcie, akredytowany również w kilku innych krajach regionu, złożył władzom emirackim listy uwierzytelniające.
Ambasadę Stanów Zjednoczonych w Abu Zabi otworzono 24 czerwca 1974 wraz ze złożeniem listów uwierzytelniających przez pierwszego amerykańskiego ambasadora rezydującego w Abu Zabi.

## Szefowie misji
jeżeli nie zaznaczono inaczej w randzie ambasadora
- William A. Stoltzfus (1972 - 1974) ambasador Stanów Zjednoczonych w Kuwejcie
- Michael Edmund Sterner (1974 - 1976)
- Francois Moussiegt Dickman (1976 - 1979)
- William Down Wolle (1979 - 1981)
- George Quincey Lumsden (1982 - 1986)
- David Lyle Mack (1986 - 1989)
- Edward S. Walker (1990 - 1992)
- William Arthur Rugh (1992 - 1995)
- David C. Litt (1995 - 1998)
- Theodore H. Kattouf (1999 - 2001)
- Marcelle M. Wahba (2001 - 2004)
- Michele Jeanne Sison (2005 - 2008)
- Richard Gustave Olson (2008 - 2011)
- Michael H. Corbin (2011 - 2014)
- Barbara A. Leaf (2015 - 2018)
- John Rakolta (2019 - 2021)[2]
- Sean Murphy (2021 - nadal) chargé d’affaires[3]